# They Looked Alike
They Looked Alike è un cortometraggio muto del 1915 diretto da Frank Griffin.

## Trama
Due vagabondi si somigliano così tanto che riescono a confondere la polizia.

## Produzione
Il film fu prodotto dalla Lubin Manufacturing Company.

## Distribuzione
Distribuito dalla General Film Company, il cortometraggio venne distribuito nelle sale USA nel 1915. Nelle proiezioni, veniva programmato con il sistema dello split reel, accorpato in un'unica bobina con un altro cortometraggio prodotto dalla Lubin, la commedia The New Editor.
Copia della pellicola (positivo 16 mm) viene conservata in collezioni private e nel 2008 è stata distribuita in DVD dalla Looser Than Loose Publishing.